# Gabonparadismonark
Gabonparadismonark (Terpsiphone rufocinerea) är en fågel i familjen monarker inom ordningen tättingar.

## Utbredning och systematik
Fågeln förekommer från sydöstra Nigeria och södra Kamerun till Gabon till norra Angola. Den behandlas som monotypisk, det vill säga att den inte delas in i några underarter.

## Status
IUCN kategoriserar arten som livskraftig.